# Бялка (Ґостинінський повіт)
Бялка (пол. Białka) — село в Польщі, у гміні Щавін-Косьцельни Ґостинінського повіту Мазовецького воєводства.
Населення — 78 осіб (2011).
У 1975-1998 роках село належало до Плоцького воєводства.

## Демографія
Демографічна структура станом на 31 березня 2011 року:
|          | Загалом | Допрацездатний вік | Працездатний вік | Постпрацездатний вік |
| -------- | ------- | ------------------ | ---------------- | -------------------- |
| Чоловіки | 40      | 11                 | 21               | 8                    |
| Жінки    | 38      | 10                 | 16               | 12                   |
| Разом    | 78      | 21                 | 37               | 20                   |